# Aleksandar Pešić
Aleksandar Pešić (Niš, Serbia, 21 de mayo de 1992) es un futbolista serbio que juega de delantero en el Ferencvárosi T. C. de la Nemzeti Bajnokság I.

## Selección nacional
Ha sido internacional con la selección de Serbia en una ocasión. También lo ha sido con las selecciones sub-21 y sub-19 en 11 ocasiones anotando 3 goles.

## Clubes
| Club                      | País           | Año       |
| ------------------------- | -------------- | --------- |
| FK Radnicki Nis           | Serbia         | 2008      |
| OFI Creta                 | Grecia         | 2008-2010 |
| Sheriff Tiraspol          | Moldavia       | 2011-2013 |
| FK Jagodina               | Serbia         | 2013-2014 |
| Toulouse F. C.            | Francia        | 2014-2017 |
| Atalanta B. C. (cedido)   | Italia         | 2016-2017 |
| Estrella Roja de Belgrado | Serbia         | 2017-2018 |
| Al-Ittihad                | Arabia Saudita | 2018-2020 |
| F. C. Seoul (cedido)      | Corea del Sur  | 2019-2020 |
| Maccabi Tel Aviv F. C.    | Israel         | 2020-2021 |
| Fatih Karagümrük S. K.    | Turquía        | 2021-2022 |
| Estrella Roja de Belgrado | Serbia         | 2022-2023 |
| Ferencvárosi T. C.        | Hungría        | 2023-     |

## Palmarés

### Títulos nacionales
| Título                        | Club                      | País     | Año  |
| ----------------------------- | ------------------------- | -------- | ---- |
| División Nacional de Moldavia | Sheriff Tiraspol          | Moldavia | 2012 |
| División Nacional de Moldavia | Sheriff Tiraspol          | Moldavia | 2013 |
| Supercopa de Moldavia         | Sheriff Tiraspol          | Moldavia | 2013 |
| Superliga de Serbia           | Estrella Roja de Belgrado | Serbia   | 2018 |
| Copa de Israel                | Maccabi Tel Aviv F. C.    | Israel   | 2021 |
| Superliga de Serbia           | Estrella Roja de Belgrado | Serbia   | 2023 |
| Copa de Serbia                | Estrella Roja de Belgrado | Serbia   | 2023 |
| Nemzeti Bajnokság I           | Ferencváros T. C.         | Hungría  | 2024 |
| Nemzeti Bajnokság I           | Ferencváros T. C.         | Hungría  | 2025 |